# 胶球虫
胶球虫（学名：Collosphaera huxleyi）为胶球虫科胶球虫属的动物。分布于各大洋，包括东海、海南岛等海域，常生活于暖海上层。